# Gustaf Gründgens
Gustaf Gründgens (Düsseldorf, 22 december 1899 als Gustav Heinrich Arnold Gründgens — Manilla, 7 oktober 1963) was een van Duitslands bekendste acteurs van de 20e eeuw. Hij was eveneens regisseur, scenarioschrijver en toneeldirecteur. Zijn repertoire bestond uit klassieke rollen, operette, conversatiestukken en eigentijdse drama's. 

## Biografie
In 1917 deed hij zijn legerdienst aan het Westfront. Daar speelde hij ook theater. Vanaf 1920 engageerde hij zich professioneel in het theater.
Tussen 1928 en 1933 was hij regisseur en acteur bij verschillende Berlijnse gezelschappen en maakte er carrière.
Rond 1930 begon hij ook filmrollen aan te nemen.
In 1932 speelde hij voor het eerst wat beschouwd wordt als de rol van zijn leven: Mephistopheles in de Faust van Goethe. Zijn interpretatie geldt als een van de beste ooit. 
Toen Goebbels in 1943 de 'Totale Oorlog' uitriep, meldde Gründgens zich aan bij het leger, maar werd al snel door Göring terug naar Berlijn gehaald.
Na de bevrijding van Berlijn door de Russen verbleef Gründgens verschillende maanden in een interneringskamp.
In 1946 begon hij opnieuw te regisseren en spelen, eerst in Oost-Berlijn, nadien in West-Berlijn en de rest van Duitsland, met veel succes.
In 1963 speelde hij zijn laatste rol als Filip II in Don Carlos van Schiller.
Van 1955 tot aan zijn dood in 1963 was Gründgens intendant (artistiek directeur) van het Deutsches Schauspielhaus in Hamburg. 
In 1963 gaf hij onverwachts zijn intendantschap op. Daarop ondernam hij een wereldreis. Hij overleed datzelfde jaar even plotseling in Manilla aan de gevolgen van een maagbloeding.

## Filmrollen
Gründgens verscheen in ruim vijfentwintig films waarvan de meeste tijdens de eerste helft van de jaren dertig werden verwezenlijkt, onder andere:
- M – Eine Stadt sucht einen Mörder (Fritz Lang, 1931)
- Liebelei (Max Ophüls, 1933)
- de Duitse versie van de sciencefictionfilm Der Tunnel (Kurt Bernhardt, 1933).
- Gründgens' hoofdrol in de film Friedemann Bach (1941), waarin Wilhelm Friedemann Bach als componist worstelt om uit de schaduw van zijn vader Johann Sebastian Bach te treden, wordt wel eens gezien als een toespeling op Klaus Mann en zijn vader Thomas Mann.

## Collaboratie
Hij wordt in 1933 door Hermann Göring gevraagd om de artistieke leiding op zich te nemen van het Pruisische Staatstheater. In 1934 werd hij er intendant.
Gründgens engagement met (de kopstukken van) het nazisme is omstreden. Voor sommigen is hij een opportunist en een cynische meeloper met het regime. Deze beeldvorming is ook bepaald door Klaus Mann's roman Mephisto die zijn hoofdpersonage baseerde op zijn vroegere vriend Gründgens (die door zijn huwelijk met Erika Mann van 1926 tot 1929 zijn zwager was geweest). Andere critici zijn genuanceerder en wijzen op het feit dat Gründgens effectief een aantal mensen heeft beschermd en van de dood gered heeft (waaronder Ernst Busch).

## Na zijn overlijden
Decennia lang zijn hij en zijn erven erin geslaagd om de roman van Klaus Mann in Duitsland te verbieden omdat het een aantasting zou zijn van het privéleven omdat de lezer niet kan uitmaken wat realiteit en wat fictie is.
Het hoofdpersonage van het filmdrama Mephisto (István Szabó, 1981), vertolkt door Klaus Maria Brandauer was geënt op Gründgens.

## Filmografie

### Regisseur
- 1932: Eine Stadt steht kopf (ook artiest, productiemanager en songwriter)
- 1934: Die Finanzen des Großherzogs (ook samenwerking scenario)
- 1937: Kapriolen (ook acteur)
- 1938: Der Schritt vom Wege (tevens productiemanager, naar Fontane's roman Effi Briest)
- 1939: Zwei Welten (tevens productiemanager)
- 1940: Friedemann Bach (Artistieke leiding, acteur en productiemanager)
- 1960: Faust (artistieke leiding en artiesten)

### Acteur
- 1929: Ich glaub’ nie mehr an eine Frau (regie: Max Reichmann)
- 1930: Va Banque (regie: Erich Waschneck)
- 1930: Hokuspokus (regie: Gustav Ucicky)
- 1930: Danton (regie: Hans Behrendt)
- 1930: Brand in der Oper (regie: Carl Froelich)
- 1931: Yorck (regie: Gustav Ucicky)
- 1931: M (regie: Fritz Lang)
- 1931: Luise, Königin von Preußen (regie: Carl Froelich)
- 1931: Der Raub der Mona Lisa (regie: Géza von Bolváry)
- 1932: Die Gräfin von Monte Christo (regie: Karl Hartl)
- 1932: Teilnehmer antwortet nicht (regie: Mark Sorkin, Rudolf Katscher)
- 1932: Liebelei (regie: Max Ophüls)
- 1933: Le tunnel/Der Tunnel (regie: Curtis Bernhardt)
- 1933: Die schönen Tage von Aranjuez (regie: Johannes Meyer)
- 1934: So endete eine Liebe (regie: Karl Hartl)
- 1934: Schwarzer Jäger Johanna (regie: Johannes Meyer)
- 1934: Das Erbe in Pretoria (regie: Johannes Meyer)
- 1935: Hundert Tage
- 1935: Pygmalion (regie: Erich Engel)
- 1935: Das Mädchen Johanna (regie: Gustav Ucicky)
- 1936: Eine Frau ohne Bedeutung (regie: Hans Steinhoff)
- 1937: Kapriolen (met echtgenote Marianne Hoppe)
- 1938: Tanz auf dem Vulkan (regie: Hans Steinhoff)
- 1941: Friedemann Bach (regie: Traugott Müller)
- 1941: Ohm Krüger (regie: Hans Steinhoff)
- 1960: Das Glas Wasser (regie: Helmut Käutner)
- 1960: Faust. Der Tragödie Erster Teil (regie: Peter Gorski)

### Gründgens als Gründgens
- 1958: Das gab’s nur einmal (speelfilm met documentaire gedeelten; Regie: Geza von Bolvary)
- 1961: Jørgen Roos zeigt Hamburg (documentaire film, Regie: Jørgen Roos)
- 1963: Gustaf Gründgens (televisie-documentaire film)
- 1980: So spiel ich viel Personen ganz allein… Der Theatermann Gustaf Gründgens (documentaire film, Regie: Jürgen Moeller)
- 1989: Joachim Kaiser: … ich erinnere mich. Gustaf Gründgens (televisie-documentaire film)
- 1989: Der Prinzipal – Die Legende Gustaf Gründgens (televisie-documentaire film)

## Hoorspelen (selectie)
- 1928: Maxim Gorki: Nachtasyl (een baron) – Regie: Hermann Beyer (Uitzending (bewerking van hoorspel) – NORAG)
- 1946: Johann Wolfgang Goethe: Torquato Tasso (Tasso) – Regie: Hannes Küpper (Berliner Rundfunk)

## Media
- Gustaf Gründgens: Das komplette Schallarchiv. Theaterstücke, Hörspiele, Monologe, Reden, Chansons. 20 cd's. Die Audiothek, 2004.

## Afbeeldingen
Theaterfoto's van Gustaf Gründgens van 1935 tot 1963 zijn voornamelijk beschikbaar van de belangrijke theaterfotografe Rosemarie Clausen, en van 1947 tot 1951 ook van Liselotte Strelow.
- Rosemarie Clausen: Theater. Gustaf Gründgens inszeniert. Georg Westermann, Braunschweig 1960.
- Rosemarie Clausen: Gustaf Gründgens. Faust in Bildern. Christian Wegner, Hamburg 1960 (verschillende edities).
- Rosemarie Clausen: Gründgens. Friedrich, Velber 1963.

## Teksten van Gründgens
- Liselott. Singspiel (samen met Richard Keßler; chansonteksten van Gründgens). Muziek: Eduard Künneke. UA op 17 februari 1932 Berlijn (Admiralspalast)